# Radikale Republikaner
Die Radikalen Republikaner (englisch Radical Republicans) waren eine Fraktion innerhalb der Republikanischen Partei der USA, die von 1854 bis 1877 bestand. Dieser informelle Zusammenschluss von republikanischen Senatoren und Abgeordneten bestimmte vor allem die Politik während der Endphase des Sezessionskrieges sowie die darauf folgende Periode der Reconstruction. Hauptanliegen der Radikalen Republikaner waren die Abschaffung der Sklaverei, weitgehende Bürgerrechte für die befreiten Afroamerikaner sowie eine harte Bestrafung der Anführer und Unterstützer der Konföderierten Staaten. Die Radikalen Republikaner widersetzten sich vor allem der Politik der konservativen Demokraten und standen teils auch den moderaten Republikanern wie Präsident Abraham Lincoln kritisch gegenüber. Den Höhepunkt dieser politischen Konflikte bildeten die Jahre der Präsidentschaft Andrew Johnsons, als es zu starken politischen Zerwürfnissen – bis hin zu einem knapp gescheiterten Amtsenthebungsverfahren – zwischen den Radikalen Republikanern im Kongress und dem Präsidenten kam.

## Vorgeschichte und Bürgerkrieg
Die Republikanische Partei wurde 1854 mit dem Ziel gegründet, die Sklaverei auf dem gesamten Gebiet der Vereinigten Staaten abzuschaffen. Eine Reihe nördlicher Bundesstaaten hatte dies bereits vollzogen, doch in den Südstaaten war die Sklaverei weit verbreitet und inniger Bestandteil der kulturellen und politischen Identität sowie des Wirtschaftssystems (vor allem beim Anbau von Baumwolle). Die in den Südstaaten dominierenden Demokraten plädierten daher für eine Beibehaltung der Sklaverei. Die Whig Party, ein Vorläufer der Republikanischen Partei, war in der ersten Hälfte der 1850er-Jahre am Streit um die Sklaverei zerbrochen, nachdem im Zuge der Vergrößerung des US-Staatsgebietes (als Folge des Mexikanisch-Amerikanischen Krieges) die politischen Konflikte wieder aufbrachen. Die politische Positionierung innerhalb der Republikanischen Partei war jedoch seit Parteigründung nicht völlig einheitlich: Viele Abolitionisten bezeichneten sich als Radikale Republikaner; ihr Ziel war die völlige Abschaffung der Sklaverei innerhalb der USA sowie weitreichende Rechte für die zu befreienden Sklaven. Dem radikalen Flügel standen die moderaten Republikaner gegenüber, die sich zunächst für eine strikte territoriale Begrenzung der Sklaverei aussprachen. Langfristig verfolgten sie ebenfalls das Ziel der Abschaffung. Allerdings waren viele Moderate der Auffassung, eine Integration der farbigen Sklaven in die amerikanische Gesellschaft sei nicht realisierbar. Sie favorisierten daher eine schrittweise Rücksiedlung der Schwarzen nach Afrika. Mit diesem moderaten Kurs versuchte man auch die Südstaaten zu beschwichtigen; denn für den Fall eines Sklavereiverbots gab es von Politikern aus dem Süden immer wieder Drohungen bezüglich einer Abspaltung von den USA (Sezession). Dem moderaten Flügel gehörte auch der frühere Kongressabgeordnete Abraham Lincoln an. Dieser sah vor allem die Bewahrung der Einheit des Landes als sein wichtigstes Ziel an.
Die politischen Konflikte zwischen den die Sklaverei befürwortenden Südstaaten („slave states“) und den die Sklaverei ablehnenden Nordstaaten („free states“) hatten sich aufgrund einer Reihe von Ereignissen über die 1850er-Jahre (besonders der Kompromiss von 1850, der Kansas-Nebraska Act und das Gerichtsurteil Dred Scott v. Sandford) zugespitzt. Als Reaktion auf die Wahl Abraham Lincolns zum Präsidenten im Herbst 1860 traten 1860/61 eine Reihe Südstaaten aus den USA aus und schlossen sich zu den Konföderierten Staaten zusammen, obgleich Lincoln nur gemäßigter Gegner der Sklaverei war. Ab 1861 kam es zum Bürgerkrieg zwischen Nord und Süd, da die US-Regierung unter Lincoln sich weigerte, die abtrünnigen Staaten als souverän anzuerkennen. Hauptanliegen des Präsidenten blieb zunächst die Bewahrung der Einheit der Vereinigten Staaten, doch ab 1863 gab Lincoln mit seiner Emanzipations-Proklamation dem Krieg ein weiteres politisches Ziel: Die Abschaffung der Sklaverei. Auch andere Moderate schlossen sich diesem Kurs an. Obwohl er mit diesem Schritt ein zentrales Anliegen der Radikalen Republikaner umsetzte, waren sie sich in den Fragen einer Nachkriegsordnung uneinig. Speziell die Frage des Umgangs mit den politischen und gesellschaftlichen Eliten der Südstaaten, die für die Rebellion verantwortlich gemacht wurden, erwies sich als Streitfrage. Präsident Lincoln warb für eine milde Behandlung; auch die Bevölkerung der Südstaaten sollte mit Nachsicht behandelt zu werden. Damit wollte er vor allem eine weitere kulturelle und politische Spaltung verhindern. Lincoln wollte insbesondere im Süden kein Gefühl der Erniedrigung durch den Norden heraufbeschwören. Radikale Republikaner sprachen sich für eine harte Bestrafung der Südstaaten aus. Auch verlangten sie von der Bevölkerung klare Bekenntnisse zur Nationalregierung in Washington. Die Teilsouveränität, welche die US-Bundesstaaten genießen, sollte dem Süden vorerst verwehrt bleiben. Stattdessen wollten sie diese Staaten als besetzte Gebiete behandeln.
Ab 1864 wurde klar, dass der Norden den Krieg gewinnen und das Land vereint bleiben würde. Lincoln wertete seinen deutlichen Wahlsieg vom Herbst 1864 als Mandat zur Durchsetzung seiner Reconstruction-Pläne. Bei den Feierlichkeiten zu seiner Vereidigung für eine zweite Amtszeit im März 1865 warb er nochmals eindringlich für die milde Behandlungen des Südens („mit Groll gegen niemanden“). Unterdessen endete der Krieg wenige Wochen später mit der Kapitulation der Konföderation. Bereits im Januar 1865 wurde mit dem 13. Verfassungszusatz die Sklaverei endgültig abgeschafft. Dem Amendement hatten sämtliche Republikaner sowie eine Reihe Demokraten aus dem Norden zugestimmt. Bis Dezember des Jahres hatte auch eine hinreichende Anzahl an Bundesstaaten den Zusatz ratifiziert.

## Reconstruction
Mit dem Kriegsende sowie dem Sklavereiverbot waren jedoch keineswegs alle politischen Konflikte gelöst. Die Nachkriegsordnung (Reconstruction) war Streitpunkt zwischen und innerhalb der Parteien. Die republikanischen Abgeordneten waren in das moderate und das radikale Lager gespalten, die Demokraten sprachen sich ohnehin für eine milde Wiederaufnahme des Südens aus. Mit Ausnahme des formalen Sklavereiverbots sollten die alten gesellschaftlichen Strukturen im Süden bestehen bleiben. Moderate Republikaner sprachen sich für Zugeständnisse an Schwarze aus, indem ihnen einige natürliche Rechte (wie entlohnte Arbeit) zugestanden werden sollten. Die Radikalen Republikaner hingegen wollten Afroamerikanern auch das Wahlrecht und die Staatsbürgerschaft zuerkennen. Eine Mehrheit im Kongress hatten die Republikaner nur durch beide Parteiflügel. In den letzten Tagen seines Lebens zeigte sich Lincoln durchaus offen für den Vorschlag, Schwarzen das Wahlrecht einzuräumen. Allerdings starb der Präsident am 15. April 1865 an den Folgen eines Attentats, das der fanatische Südstaaten-Sympathisant John Wilkes Booth am Vorabend auf ihn verübt hatte. Neuer Präsident wurde Andrew Johnson, der bei der Wahl von 1864 als Lincolns Vizepräsidentschaftskandidat angetreten war (im Rahmen der National Union Party). Mit der Besetzung der Vizepräsidentschaft durch den Demokraten Johnson wollte Lincoln seine Absicht verdeutlichen, den Süden mit Milde zu behandeln.
Der neue Präsident trat wie auch Lincoln für Milde gegenüber der ehemaligen Konföderation ein. Durch sein politisches Agieren in den kommenden Jahren brachte er jedoch nicht nur die Radikalen Republikaner gegen sich auf, auch die anfangs kompromissbereiten Moderaten wandten sich von ihm ab. Zu ersten Spannungen zwischen dem Präsidenten und den Radikalen Republikanern kam es, als er in den besetzten Südstaaten eine Reihe von Militärgouverneuren ernannte, die der ehemaligen Südstaaten-Elite entstammten und zum Teil enge Verbindungen zu den Anführern der Rebellion hatten. Darüber hinaus erteilte er den südlichen Bundesstaaten keine Auflagen für die Ausarbeitung neuer (republikanischer) Staatsverfassungen. Durch die Ernennung demokratischer Militärgouverneure aus den Südstaaten-Eliten begrenzte der Präsident zudem das Wahlrecht auf diejenigen, die bereits vor dem Bürgerkrieg ein Stimmrecht hatten. Durch die Einführung von Black Codes, die den früheren Slave Codes sehr ähnlich waren, blieb vielen Afroamerikanern die Teilnahme an Wahlen und damit politischer Einfluss verwehrt. Vor allem die Radikalen Republikaner kritisierten diese Politik scharf, während sich Johnson durch Nachsicht gegenüber dem Süden in der Tradition Lincolns sah.
Mit der Verabschiedung des Civil Rights Act of 1866, ein Gesetz zum Schutz jener Rechte von Afroamerikanern, kam es zu neuen Zerwürfnissen. Dieses Gesetz war das Ergebnis eines Kompromisses zwischen moderaten und radikalen Republikanern, die im Kongress gemeinsam die Mehrheit stellten. Nachdem Präsident Johnson am 27. März 1866 sein Veto einlegte, kam es zum Bruch zwischen dem Weißen Haus und bis dato gemäßigten Republikaner. Viele von ihnen schwenkten auf die Linie der Radikalen Republikaner um, da sie der Auffassung waren, die Reconstruction könne mit Johnson nicht zum Erfolg führen. Eine Koalition aus beiden Blöcken konnte wenige Wochen später das präsidiale Veto gegen den Civil Rights Act mit der notwendigen Zweidrittelmehrheit überstimmen, womit die Vorlage auch ohne die Zustimmung des Präsidenten in Kraft trat.
Eine weitere Reaktion auf Johnsons Kurs war die Durchsetzung des 14. Verfassungszusatzes, der Schwarze zu Bürgern der Vereinigten Staaten erklärte, was eine formale Gleichbehandlung vor dem Gesetz verfassungsrechtlich garantierte (auch wenn die praktische Gleichberechtigung noch lange nicht erreicht war). Johnson sprach sich vehement gegen den Zusatz aus, den er als Racheakt des Kongresses gegen den Süden betrachtete.
Aus den Kongresswahlen 1866 gingen die Radikalen Republikaner gestärkt hervor. Über das Jahr 1867 konnten sie die von Nachsicht geprägte "Reconstruction"-Politik des Präsidenten weitgehend revidieren, indem eine Reihe präsidialer Vetos überstimmt wurden. Auch Johnsons Militärgouverneure in den Südstaaten wurden durch die Kongressmehrheit ersetzt. Bereits über den Sommer und Herbst 1867 gelangten besonders Radikale Republikaner im Kongress zu der Auffassung, die Lösung der anhaltenden Konflikte mit dem Präsidenten liege in der Amtsenthebung Johnsons. Viele Radikale Republikaner äußerten, „die Reconstruction könne am Widerstand eines starrsinnigen Präsidenten scheitern“. Im Frühjahr 1868, rund ein halbes Jahr vor der nächsten Präsidentschaftswahl, sahen viele Radikale Republikaner die Chance zur Amtsenthebung gekommen, nachdem Johnson entgegen den Bestimmungen des Tenure of Office Act seinen Kriegsminister Edwin M. Stanton ohne Billigung des Senats hatte entlassen wollen. Zwischen Präsident und Kriegsminister war es in vergangenen Monaten zu erheblichen Meinungsverschiedenheiten über die Reconstruction gekommen. Am Ende scheiterte die Amtsenthebung an einer Stimme im Senat, weil sich sieben moderate Republikaner gegen die Parteilinie stellten. Sie waren politisch zwar ebenfalls mit Johnson uneinig, doch sahen die dessen angestrebte Amtsenthebung als politisch motiviert. Da die Verfassung eine Amtsenthebung nicht aus politischen Gründen vorsieht, sondern das Begehen schwerer Straftaten zur Voraussetzung eines "Impeachment" vorsieht, verweigerten diese Senatoren der vorzeitigen Absetzung Johnsons ihre Stimme. Durch die anstehende Präsidentschaftswahl waren aus ihrer Sicht Johnsons Tage als Präsident ohnehin gezählt, da auch die Demokraten mit einer weniger kontroversen Persönlichkeit in den Wahlkampf ziehen wollten.

## Abschluss der Reconstruction
Im Herbst 1868 wurde der Bürgerkriegsgeneral Ulysses S. Grant als republikanischer Kandidat zum Präsidenten gewählt. Er setzte sich gegen Horatio Seymour durch, der anstelle Johnsons für die Demokraten angetreten war. Der bis dato weitgehend unpolitische Grant identifizierte sich selbst mit den Radikalen Republikanern und blockierte anders als sein Vorgänger den Kongress nicht länger. Obwohl die südlichen Bundesstaaten schon ab 1868 nach und nach ihre vollen Rechte als teilsouveräne Gliedstaaten zurückerhielten, verhinderten Radikale Republikaner und Präsident Grant einen Abzug der Besatzungstruppen des Nordens aus den ehemaligen Konföderierten Staaten. Auch eine Reihe von Maßnahmen zum Schutz der Afroamerikaner im Süden wurden unter Grant, gegen erbitterte Widerstände von den politischen Eliten aus dem Süden, ergriffen. Der Truppenabzug war vor allem ein Anliegen der Demokraten gewesen sowie die Forderung einer Reihe gemäßigter Republikaner. Die Besatzung wurde erst ab 1877 im Zuge eines Kompromisses aufgehoben, der die Folge des umstrittenen Ausgangs der Präsidentschaftswahl 1876 war.

## Führende Vertreter der Radikalen Republikaner
Führende Köpfe der Radikalen Republikaner waren unter anderen:
- John C. Frémont: Entdecker, Republikanischer Präsidentschaftskandidat von 1856
- John Bingham: Kongressabgeordneter aus Ohio und einer der Hauptautoren des 14. Verfassungszusatzes
- William Gannaway Brownlow: Verleger, Gouverneur von Tennessee sowie Senator
- Benjamin Franklin Butler: politisch engagierter Offizier der Nordstaaten
- Zachariah Chandler: Senator aus Michigan und US-Innenminister unter Präsident Grant
- Salmon P. Chase: US-Finanzminister unter Präsident Lincoln und Oberster Richter der USA
- Henry Winter Davis: Kongressabgeordneter aus Maryland
- James A. Garfield: Kongressabgeordneter aus Ohio und späterer US-Präsident
- Ulysses S. Grant: General der Nordstaaten im Bürgerkrieg, US-Präsident von 1869 bis 1877
- Hannibal Hamlin: Senator aus Maine, US-Vizepräsident während Lincolns erster Amtszeit von 1861 bis 1865
- William D. Kelley: Kongressabgeordneter aus Pennsylvania
- James H. Lane: Senator aus Kansas und politischer Aktivist
- Daniel Phillips Upham: politisch engagierter Offizier und Gegner des Ku-Klux-Klans
- Thaddeus Stevens: Kongressabgeordneter aus Pennsylvania
- James F. Wilson: Kongressabgeordneter und Senator aus Iowa
- Charles Sumner: Senator aus Massachusetts (politischer Bruch mit Präsident Grant 1872)
- Benjamin Wade: Senator aus Ohio (wäre als Senatspräsident pro tempore 1868 im Falle einer Absetzung Andrew Johnsons geschäftsführender US-Präsident geworden)
- Henry Wilson: Senator aus Massachusetts, späterer US-Vizepräsident unter Präsident Grant